# Nemopoda fulviceps
Nemopoda fulviceps är en tvåvingeart som först beskrevs av Jacques-Marie-Frangile Bigot 1886.  Nemopoda fulviceps ingår i släktet Nemopoda och familjen fläckflugor. Inga underarter finns listade i Catalogue of Life.